# Port lotniczy Bamenda
Port lotniczy Bamenda – krajowy port lotniczy zlokalizowany w kameruńskim mieście Bamenda.

## Kierunki lotów i linie lotnicze
| Linia Lotnicza | Kierunek            |
| -------------- | ------------------- |
| Camair-Co      | 1. Douala 2. Jaunde |